# Frères à demi
Frères à demi est un téléfilm français de Stéphane Clavier diffusé en 2016.

## Synopsis
À l'occasion de son 80e anniversaire, Mado espère réconcilier ses deux fils Stan et Didier, alors brouillés depuis des années. À 60 ans, Stan est un publicitaire prétentieux, arriviste et sans cœur. À l'inverse, Didier, 50 ans, est un écolo activiste et sans emploi qui enchaîne les manifestations pour la préservation de la planète dans tout l'arrière-pays niçois.
Apprenant qu'il risque d'être licencié par ses actionnaires, Stan trouve une idée afin de sauver sa place : Proposer à Didier de prêter son image pour la nouvelle publicité d'un géant agro-alimentaire. Il va même jusqu'à abuser de la gentillesse de sa belle-sœur Valérie et son neveu Matthias pour arriver à ses fins...

## Fiche technique
- Réalisation : Stéphane Clavier
- Scénario : Alain Patetta, Isabelle Le Monnier, Sylvie Audcoeur et Anna Fregonese d'après une idée originale d'Alain Patetta et Isabelle Le Monnier
- Adaptation et dialogues : Sylvie Audcoeur et Anna Fregonese
- Directeur de la photographie : Laurent Machuel
- Montage : Pascal Revelard
- Musique : Fabrice Aboulker
- Production : Thomas Anargyros et Edouard De Vésinne
- Genre : Comédie
- Pays :  France
- Durée : 90 minutes (1 h 30)
- Date de diffusion : 22 mars 2016 sur France 3

## Distribution
- Bernard Le Coq : Stan Vidal
- Antoine Duléry : Didier Vidal
- Marthe Villalonga : Mado
- Marianne Merlo : Valérie Vidal
- Maeva Pasquali : Françoise
- Baptiste Cosson : Matthias
- Philippine Pierre-Brossolette : Aline
- Alexandre Thibault : Lionel Berthaud
- Laetitia Rosier : Elsa
- Christian Mazucchini : Jacky
- Frédéric Restagno : Fred

## À noter
Bernard Le Coq retrouve ici Alexandre Thibault avec qui il joue dans la série Une famille formidable. Les deux acteurs sont également apparus ensemble dans le téléfilm Au revoir... et à bientôt ! en 2015.